# Tales from the Realm of the Queen of Pentacles
Tales from the Realm of the Queen of Pentacles je studiové album americké zpěvačky Suzanne Vega. Vydáno bylo v únoru roku 2014 a jde o zpěvaččino první album s novými písněmi od roku 2007, kdy vyšla deska Beauty & Crime. Producentem alba byl Gerry Leonard, který zde rovněž hrál. Dále se na desce podíleli například Tony Levin, Sterling Campbell nebo Smíchovská komorní filharmonie s dirigentem Josefem Vondráčkem.

## Seznam skladeb
1. „Crack in the Wall“ – 4:23
2. „Fool's Complaint“ – 2:39
3. „I Never Wear White“ – 3:08
4. „Portrait of the Knight of Wands“ – 4:18
5. „Don't Uncork What You Can't Contain“ – 3:31
6. „Jacob and the Angel“ – 4:05
7. „Silver Bridge“ – 3:47
8. „Song of the Stoic“ – 4:05
9. „Laying on of Hands/Stoic 2“ – 3:52
10. „Horizon (There is a Road)“ – 2:50

## Obsazení
- Suzanne Vega – zpěv, kytara
- Gerry Leonard – kytara, harmonium
- Gail Ann Dorsey – baskytara
- Zachary Alford – bicí, perkuse
- Larry Campbell – banjo, mandolína, cimbál
- Catherine Russell – doprovodné vokály
- Doug Yowell – bicí
- Jay Bellerose – bicí
- Tony Levin – baskytara
- Sterling Campbell – bicí
- Smíchovská komorní filharmonie (dirigent: Josef Vondráček) – smyčce
- Joji Hirota – taiko, šakuhači
- Mike Visceglia – baskytara
- Alison Balsom – trubka